# Konståkning vid olympiska sommarspelen 1908 – Singel damer
- Hölls 28-29 oktober 1908 i Prince's Skating Club Montpelier Square.

Det var fem deltagare från tre nationer.

## Medaljer
| Gren         | Guld              | Silver                 | Brons                          |
| Singel damer | Madge Syers (GBR) | Elsa Rendschmidt (GER) | Dorothy Greenhough-Smith (GBR) |

## Resultat
| Plats | Utövare                  | Totalpoäng |
| ----- | ------------------------ | ---------- |
| 1     | Madge Syers              | 252,5      |
| 2     | Elsa Rendschmidt         | 211,0      |
| 3     | Dorothy Greenhough-Smith | 192,1      |
| 4     | Elna Montgomery          | 170,3      |
| 5     | Gwendolyn Lycett         | 164,0      |

Huvuddomare:
- Herbert G. Fowler

Domare:
- Harry D. Faith
- Edvard Hörle
- Gustav Hügel
- Georg Sanders
- Hermann Wendt